# Vila Hypiusových
Vila Jana a Hedviky (též Hedvy) Hypiusových je jednopatrový rodinný dům propojený s vilou Marie Sálové a rodinným domem s projekční kanceláří firmy Fňouk-inženýr & Liska-architekt do společného celku ve Vrchlického ulici v Hradci Králové. Celý komplex navrhl architekt Oldřich Liska a v letech 1912–1913 realizoval stavitel Josef Fňouk. Na architektonickém návrhu je patrný vliv secese, dekorativismu a Kotěrovy architektury.

## Historie
Stavitel Jan Hypius, který se v Hradci Králové a okolí věnoval především realizaci obytné zástavby, oslovil se svojí manželkou Hedvikou stavební a architektonickou kancelář Fňouk-inženýr & Liska-architekt s požadavkem na výstavbu rodinného domu. Dům Hypiusových (čp. 540) byl přistavěn k již stojící vile Marie Sálové (čp. 537) ve Vrchlického ulici. Samotná stavba probíhala od 13. května do 30. září 1913.
V roce 1926 se vlastníkem domu stala Svatava Zelená, které opět oslovila architekta Oldřicha Lisku se žádostí o návrh přestavby a dostavby domu. Liskův návrh (patrová přístavba směrem do Čechovy ulice a rozšíření domu směrem do dvora) byl pak v letech 1927–1928 realizován Hypiusovou stavební firmou.
K dalším přestavbám již v průběhu let nedošlo a objekt dosud slouží obytným účelům.

## Architektura
Vila je jednopatrová a stojí na půdorysu ve tvaru písmene L, střecha je valbová. Fasáda v hrubé omítce je ozvláštněna částmi hladké fasády a několika dekorativními motivy. Nejnápadnějšími prvky exteriéru domu jsou polygonální rizalit se zvoncovou střechou (možná inspirace stříškami kiosků na Pražském mostě v Hradci Králové, zhotoveném dle návrhu architekta Jana Kotěry), nárožní arkýř a trojúhelníkový vikýř.
K vertikální komunikaci v domě slouží hlavní schodiště vedoucí ze vstupní předsíně. V přízemí se nachází obývací pokoj, ložnice, kuchyně a pokojík pro služku, v patře pak je další dvoupokojový byt.